# William Harrison (scrittore)
William Neal Harrison (Dallas, 29 ottobre 1933 – Fayetteville, 22 ottobre 2013) è stato uno scrittore e sceneggiatore statunitense.

## Biografia
Nato il 29 ottobre 1933 a Dallas, è stato adottato dal barbiere Samuel Scott Harrison e dalla casalinga Mary Etta Cook.
Ha conseguito un B.A. nel 1955 alla Texas Christian University, un M.A. nel 1959 all'Università Vanderbilt e ha frequentato il programma di scrittura creativa all'Università statale dell'Iowa.
Ha esordito nella narrativa nel 1965, ma ha ottenuto notorietà nazionale 10 anni dopo quando il suo racconto distopico fantascientifico Rollerball è stato trasposto nell'omonima pellicola dal regista Norman Jewison.
Nel corso della sua carriera ha pubblicato 9 romanzi, un saggio, 3 raccolte di racconti e 2 novellizzazioni e ha curato la sceneggiatura oltre che di Rollerball anche di Le montagne della luna tratto dal suo romanzo Burton and Speke del 1982.
È morto a Fayetteville il 22 ottobre 2013 all'età di 79 anni a causa di un'insufficienza renale.

## Opere

### Romanzi
- The Theologian (1965)
- In a Wild Sanctuary (1969)
- Lessons in Paradise (1971)
- Africana (1976), Milano, Mondaodri, Cerchiorosso N.35, 1981 traduzione di Grazia Alineri
- Savannah Blue (1979)
- Le montagne della luna (Burton and Speke, 1982), Milano, Sonzogno, 1990 traduzione di Maria Teresa De Rosa ISBN 88-454-0337-8.
- Three Hunters (1989)
- The Blood Latitudes (2000)
- Black August (2011)

### Novellizzazioni
- Preatty baby, Milano, Mondadori, 1978 traduzione di Francesco Franconeri
- Brubaker (1980)

### Raccolte di racconti
- Rollerball (Roller Ball Murder and Other Stories, 1975), Perugia, Occam, 2023 traduzione di Lisa Anna Anzolin, Giorgia Riuzzi, Giuliana Schiavi, Pierpaolo Toso ISBN 9791281161054.
- The Buddha in Malibu: Stories (1998)
- Texas Heat and Other Stories (2005)

### Saggi
- The Mutations of Rollerball: Essays (2010)

## Cinema

### Soggetto e sceneggiatura
- Rollerball, regia di Norman Jewison (1975)
- Le montagne della luna (Mountains of the Moon), regia di Bob Rafelson (1990)

### Soggetto
- Rollerball, regia di John McTiernan (2002)

## Premi e riconoscimenti
- Guggenheim Fellowship: 1973 in "Narrativa"[7]